# Sandra Levenez
Sandra Levenez née le 5 juillet 1979 à Carhaix-Plouguer en France est une triathlète et duathlète, nonuple championne de France, double championne du monde et quadruple championne d'Europe de duathlon.

## Biographie

### Jeunesse
Sandra Levenez grandit dans la commune de Kergloff dans la région Bretagne, elle commence le sport 
à l'âge de huit ans, en jouant dans l'équipe masculine communale de football.  Au collège à l'âge de onze ans, elle découvre le cross country et remporte en 1996 une seconde place au championnat de France en catégorie cadette, l'année suivante elle devient championne nationale dans la catégorie junior. Elle s'engage régulièrement sur des compétitions de cross où elle compte de nombreux titres régionaux et une troisième place au championnat de France à La Roche-sur-Yon en 2010.

### Carrière en duathlon
Elle fait partie de l'équipe de France de triathlon et pratique le duathlon à un niveau international depuis 2007. Elle remporte le championnat d'Europe en 2011 et 2015,  le championnat du monde en 2014.
En 2019, elle remporte pour la seconde fois le titre de championne du monde de duathlon courte distance lors des mondiaux à Pontevedra en Espagne devant la tenante du tite l'Autrichienne Sandrina Illes. Les deux triathlètes se livrent un duel de haut niveau qui tourne à l'avantage de la Française, qui s'octroie comme en 2014, le titre de championne du monde. Deuxième titre mondial de son prestigieux palmarès. Dès les 10 premiers kilomètres de course à pied, les deux championnes sont seules pour un face à face. Lors de la partie vélo, Sandra Levenez porte son effort dès le début de la course et creuse un écart de deux minutes sur le peloton des poursuivantes, emmené par Sandrina Illes et une autre Française Garance Blaut. Elles ne réussissent pas à réduire l'écart, la Française maintenant son allure jusqu'à la seconde transition. Les cinq dernier kilomètre de course à pied ne laisse aucune chance aux autres concurrentes qui ne peuvent l'empêcher  de conquérir le titre mondial.

### Autres activités
Sandra Levenez en 2015, vit dans sa région natale, elle est professeur d’éducation physique et sportive et enseigne dans l'éducation nationale, elle concilie son activité professionnelle avec ses activités sportives de haut niveau.
En 2020 et 2021, elle participe à diverses courses sur route pour l'équipe française Arkéa. Elle est sélectionnée pour la course en ligne des championnats du monde de cyclisme sur route 2020 où elle termine 27e sur un circuit à Imola en Italie. 
En 2022, elle est engagée par l'équipe Cofidis lors de sa création. Elle se positionne à la 20e place de la Flèche wallonne alors qu'elle est âgée de quarante-deux ans. En juillet, elle participe à 43 ans au Tour de France Femmes organisé par Amaury Sport Organisation, doyenne du peloton, elle s'engage pleinement à la recherche de performances nouvelles.

## Palmarès en duathlon
Le tableau présente les résultats les plus significatifs (podium) obtenus sur le circuit national et international de duathlon depuis 2007.
| Année                             | Compétition                                             | Pays          | Position           | Temps           |
| --------------------------------- | ------------------------------------------------------- | ------------- | ------------------ | --------------- |
| 2019                              | Championnats du monde de duathlon                       | Espagne       | Médaille d'or      | 1 h 58 min 17 s |
| 2019                              | Championnat de France de duathlon                       | France        | Médaille d'or      | Timing          |
| 2018                              | Championnats d'Europe de duathlon                       | Espagne       | Médaille d'or      | 2 h 1 min 23 s  |
| 2018                              | Championnat de France de duathlon                       | France        | Médaille d'or      | Timing          |
| 2017                              | Championnats d'Europe de duathlon                       | Espagne       | Médaille d'or      | 2 h 0 min 58 s  |
| 2017                              | Championnat de France de duathlon                       | France        | Médaille d'argent  | 59 min 31 s     |
| 2016                              | Championnats d'Europe de duathlon                       | Allemagne     | Médaille de bronze | 1 h 59 min 42 s |
| 2015                              | Championnats du monde de duathlon                       | Australie     | Médaille de bronze | 1 h 59 min 24 s |
| Championnats d'Europe de duathlon | Espagne                                                 | Médaille d'or | 2 h 3 min 5 s      |                 |
| Championnat de France de duathlon | France                                                  | Médaille d'or | 1 h 3 min 8 s      |                 |
| 2014                              | Championnats du monde de duathlon                       | Espagne       | Médaille d'or      | 2 h 4 min 7 s   |
| 2014                              | Championnats du monde de duathlon en relais par équipes | Espagne       | Médaille d'or      | 1 h 33 min 19 s |
| 2014                              | Championnats d'Europe de duathlon                       | Autriche      | Médaille de bronze | 2 h 11 min 0 s  |
| 2014                              | Championnat de France de duathlon                       | France        | Médaille d'or      | 1 h 2 min 52 s  |
| 2013                              | Championnats du monde de duathlon - Jeux mondiaux       | Colombie      | Médaille d'argent  | 1 h 58 min 59 s |
| 2013                              | Championnat de France de duathlon                       | France        | Médaille d'or      | 1 h 3 min 43 s  |
| 2012                              | Championnats du monde de duathlon                       | France        | Médaille de bronze | 1 h 54 min 20 s |
| 2012                              | Championnats du monde de duathlon en relais par équipes | France        | Médaille d'argent  | 1 h 28 min 34 s |
| 2012                              | Championnat de France de duathlon                       | France        | Médaille d'or      | 1 h 6 min 17 s  |
| 2011                              | Championnats du monde de duathlon                       | Espagne       | Médaille de bronze | 2 h 2 min 54 s  |
| 2011                              | Championnats d'Europe de duathlon                       | Irlande       | Médaille d'or      | 1 h 53 min 2 s  |
| 2011                              | Championnat de France de duathlon                       | France        | Médaille d'or      | Timing          |
| 2010                              | Championnats du monde de duathlon                       | Royaume-Uni   | Médaille d'argent  | 2 h 3 min 5 s   |
| 2010                              | Championnat de France de duathlon                       | France        | Médaille d'or      | Timing          |
| 2009                              | Championnats du monde de duathlon                       | États-Unis    | Médaille d'argent  | 2 h 8 min 22 s  |
| 2007                              | Championnat de France de duathlon                       | France        | Médaille d'or      | Timing          |
| Athlétisme                        |                                                         |               |                    |                 |
| 2010                              | Championnat de France de cross-country                  | France        | Médaille de bronze | 0 h 25 min 33 s |

## Palmarès en cyclisme

### Par années
- 2020
  - 2e de La Périgord Ladies

### Résultats sur les grands tours

#### Tour d'Italie
1 participation
- 2022 : 58e

#### Tour de France
1 participation :
- 2022 : 89e

### Classements mondiaux
| Année                                 | 2020 | 2021 | 2022 |
| ------------------------------------- | ---- | ---- | ---- |
| Classement UCI                        | 77e  | 288e | 683e |
| UCI World Tour                        | 93e  | 142e | 175e |
|                                       |      |      |      |
| Légende : nc = non classéSource : UCI |      |      |      |